# Gonçalo Anes de Briteiros (rico-homem)
D. Gonçalo Anes de Briteiros (Mancelos -?) foi um Rico-homem do Reino de Portugal que viveu e exerceu as suas funções militares como fronteiro de Entre Douro e Minho.
Na lista real de Rico-homens realizada em 1339 aparece como  sendo natural de Macelos, bem como os seus filhos Álvaro, Diogo, D. Maior (Maria) e D. Margarida.
Em 6 de Fevereiro de 1379, a esposa de D. Gonçalo, Maria Afonso Chichorro, consegue obter conjuntamente com o seu irmão Martin Afonso de Sousa Chichorro, por força da sentença do rei D. Afonso IV de Portugal, vários bens que eram pertença da Casa de Sousa, de que eram co-herdeiros.

## Relações familiares
Foi filho de D. João Rodrigues de Briteiros e de D. Guiomar Gil de Soverosa, filha de D. Gil Vasques de Soverosa (II) (?- cerca de 1277) e de Aldonça Anes da Maia (1215 -?). Casou cerca de 1300 com Maria Afonso Chichorro (?– 1379) filha de Martim Afonso Chichorro (?– 1313) e de Inês Lourenço de Valadares (ou de Sousa), e neta paterna do rei D. Afonso III de Portugal (1210 - 1279), de quem teve:
1. D. Álvaro Gonçalves de Briteiros,
2. D. Diogo Gonçalves de Briteiros,
3. D. Margarida Gonçalves de Sousa (ou de Briteiros), casada com Rui Vasques Ribeiro, 2º senhor do morgado de Soalhães, filho de Vasco Anes de Soalhães casado com Leonor Rodrigues Ribeiro, filha de Rodrigo Afonso Ribeiro e de Maria Pires de Tavares,
4. D. Maria Gonçalves de Sousa, casada com Martim Lourenço da Cunha, 1º senhor de Pombeiro.

Fora do casamento teve:
1. D. Sancha Gonçalves.